# ジー (ジュネーヴ州)
ジー（Gy）はスイス連邦・ジュネーヴ州の東端、レマン湖の南側でフランスと国境をなす基礎自治体（コミューン）。ジュネーヴ州のコルジエ、ジュシー、メイニエに囲まれ、フランス・オート＝サヴォワ県と国境で接している。

## データ
- 面積:3.30 km²
- 人口:413人(2008年1月)